# Rhopalopsole ampulla
Rhopalopsole ampulla is een steenvlieg uit de familie naaldsteenvliegen (Leuctridae). De wetenschappelijke naam van de soort is voor het eerst geldig gepubliceerd in 2011 door Du & Qian.